# Madawaska—Victoria (circonscription fédérale)
Madawaska—Victoria était une circonscription électorale fédérale du Nouveau-Brunswick, Canada, dont le représentant a siégé à la Chambre des communes de 1966 à 1996. 

## Histoire
Cette circonscription a été créée en 1966 par la fusion du territoire du Comté de Madawaska provenant de la circonscription de Restigouche—Madawaska et de celui du Comté de Victoria provenant de la circonscription de  Victoria—Carleton.
La circonscription a été abolie en 1996.

## Liste des députés successifs
Cette circonscription fut représentée par les députés suivants :
|  | Législature | Date élection    | Député              | Profession   | Parti                     |
|  | ----------- | ---------------- | ------------------- | ------------ | ------------------------- |
|  | 28e         | 25 juin 1968     | Eymard Corbin       | Journaliste  | Libéral                   |
|  | 29e         | 30 octobre 1972  | Eymard Corbin       | Politicien   | Libéral                   |
|  | 30e         | 8 juillet 1974   | Eymard Corbin       | Politicien   | Libéral                   |
|  | 31e         | 22 mai 1979      | Eymard Corbin       | Politicien   | Libéral                   |
|  | 32e         | 18 février 1980  | Eymard Corbin       | Politicien   | Libéral                   |
|  | 33e         | 4 septembre 1984 | Bernard Valcourt    | Avocat       | Progressiste-conservateur |
|  | 34e         | 21 novembre 1988 | Bernard Valcourt    | Avocat       | Progressiste-conservateur |
|  | 35e         | 25 octobre 1993  | Pierrette Ringuette | Politicienne | Libéral                   |